# Конецгор'я (Виноградовський район)

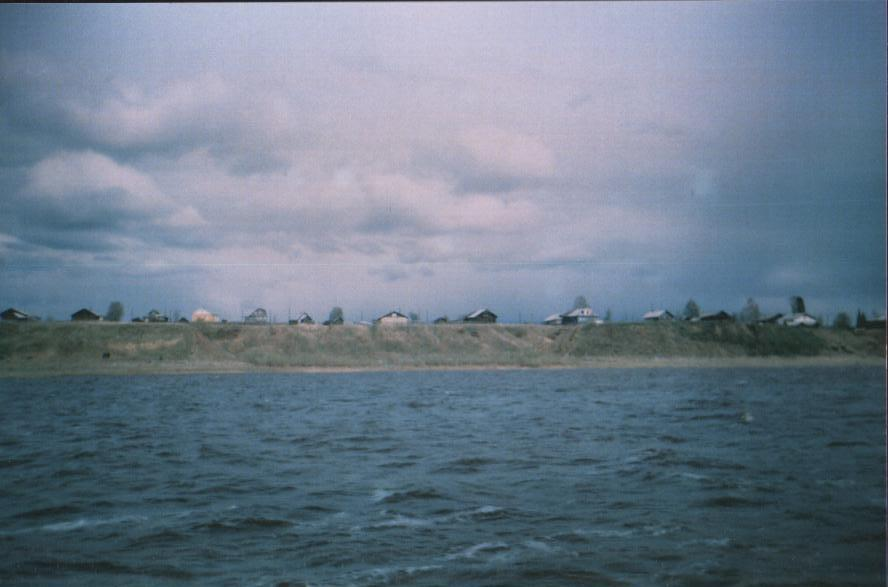
Конецгор'є

Конецгор'є (рос. Конецгорье) — село в Виноградовському муніципальному районі Архангельської області Росії.
Населення — 170 осіб (станом на 1 січня 2002 року), 115 осіб (станом на 1 січня 2010 року).
Село розташоване поблизу впадіння р. Вареньги в Північну Двіну, за 337 км від обласного центру м. Архангельська (залізницею).